# Julia Wolov
Julia Wolov est une scénariste et actrice américaine. 

## Biographie
La série télévisée américaine Faking It a été créée par Dana Goodman et Julia Wolov.

## Filmographie

### Comme scénariste
- 2005 : Punk'd (série télévisée) (8 épisodes)
- 2011 : Good Vibes (série télévisée) (12 épisodes)
- 2014-2016 : Faking It (série télévisée) (38 épisodes)

### Comme actrice
- 2000 : Under the Bus : Bridget
- 2003 : Windy City Heat (en) (téléfilm)
- 2004 : The Dana & Julia Show (téléfilm) : Julia
- 2002-2004 : Girls Behaving Badly (série télévisée)
- 2005 : Deuce Bigalow: European Gigolo : la fille aux grandes oreilles
- 2006 : Escape (court métrage) : Star F_____ #1
- 2006 : Trapped in TV Guide (série télévisée)
- 2008 : You Don't Mess with the Zohan : l'assistante de Mariah
- 2008 : Scare Tactics (série télévisée)
- 2008 : The House Bunny : la douce prostituée
- 2008 : Bedtime Stories : la femme Hokey Pokey
- 2009 : Stellina Blue : Amy
- 2010 : Pretend Time (série télévisée) : Padmawai / Julia
- 2011 : Just Go with It : Bridesmaid
- 2011 : Bucky Larson: Born to Be a Star : la dame aux autographes
- 2011 : ChromeSkull: Laid to Rest 2 : l'agent du FBI
- 2011 : PrankStars (série télévisée)
- 2012 : New Girl (série télévisée) : la fille au bar
- 2012 : That's My Boy : la demoiselle d'honneur
- 2012 : Freeloaders : Julia
- 2012 : The New Girl (court métrage) : la fille au bar
- 2013 : Sean Saves the World (série télévisée) : Angela
- 2014 : Biatches (série télévisée) : Julia (voix)
- 2015 : MOCKpocalypse (série télévisée)
- 2015 : Hôtel Transylvanie 2 : Kelsey (voix)
- 2015 : The Ridiculous 6 : l'institutrice